# 유타주의 기

유타주의 기

유타주의 기는 유타주의 깃발이다. 현재의 주기는 2024년에 제정되었다.
이전까지는 파란 바탕에 유타주의 문장이 새겨진 형태의 기를 썼으나 이후 주기를 변경해야 한다는 여론이 지속적으로 있었고, 이에 현재의 기로 새롭게 제정하여 변경하였다.

## 과거의 기

유타주의 기 (1904년~1911년)
유타주의 기 (1911년~1913년)
유타주의 기 (1913년~2011년)
유타주의 기 (2011년~2024년)

## 같이 보기
- 유타주